# Station Ede-Wageningen
Station Ede-Wageningen is een spoorwegstation in de Nederlandse plaats Ede, gelegen aan de spoorlijn van Utrecht naar Arnhem, de Rhijnspoorweg, en begin/eindpunt van de zogeheten Kippenlijn van/naar Barneveld en Amersfoort. Gelijktijdig met de oplevering van de spoorlijn Veenendaal - Arnhem werd het station op 26 mei 1845 geopend. Het station ligt 1,5 km ten zuiden van het centrum van Ede.
Het in 2024 vernieuwde station heeft gelijkzijdige driehoeken als thema. De overkapping bestaat uit 23 grote gelijkzijdige driehoeken, elk met zijdes van 27 meter lang, die elk verdeeld zijn in 36 kleinere gelijkzijdige driehoeken, elk met zijdes van 4,5 meter lang. De looproute naar de perrons heeft nog iets letterlijker een regelmatige betegeling met gelijkzijdige driehoeken.
In het centrum van Ede ligt, aan de spoorlijn naar Barneveld en Amersfoort, het station Ede Centrum.

## Geschiedenis

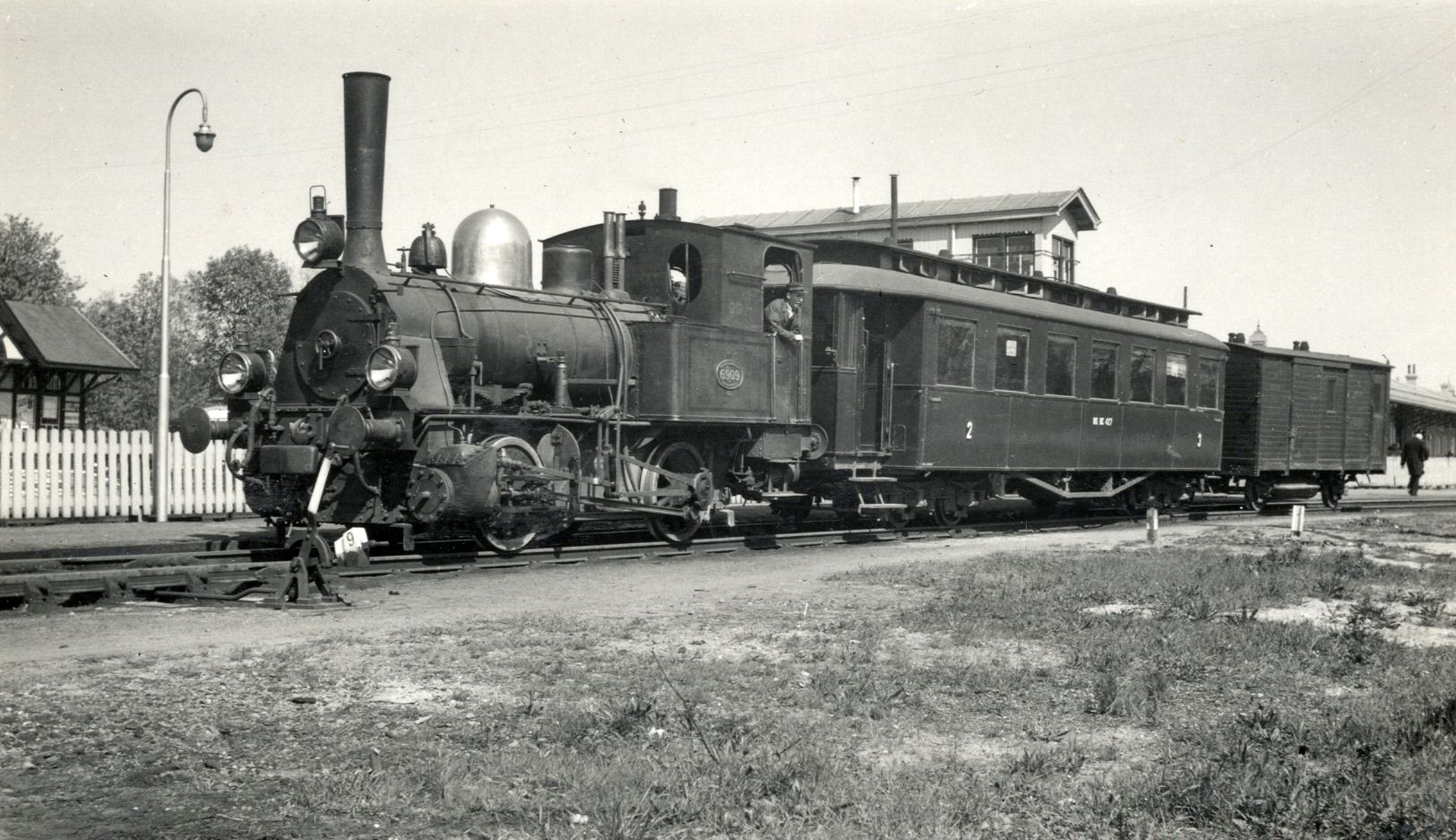
Stoomtram van Ede naar Wageningen te Ede met stoomloc NS 6909; circa 1935.

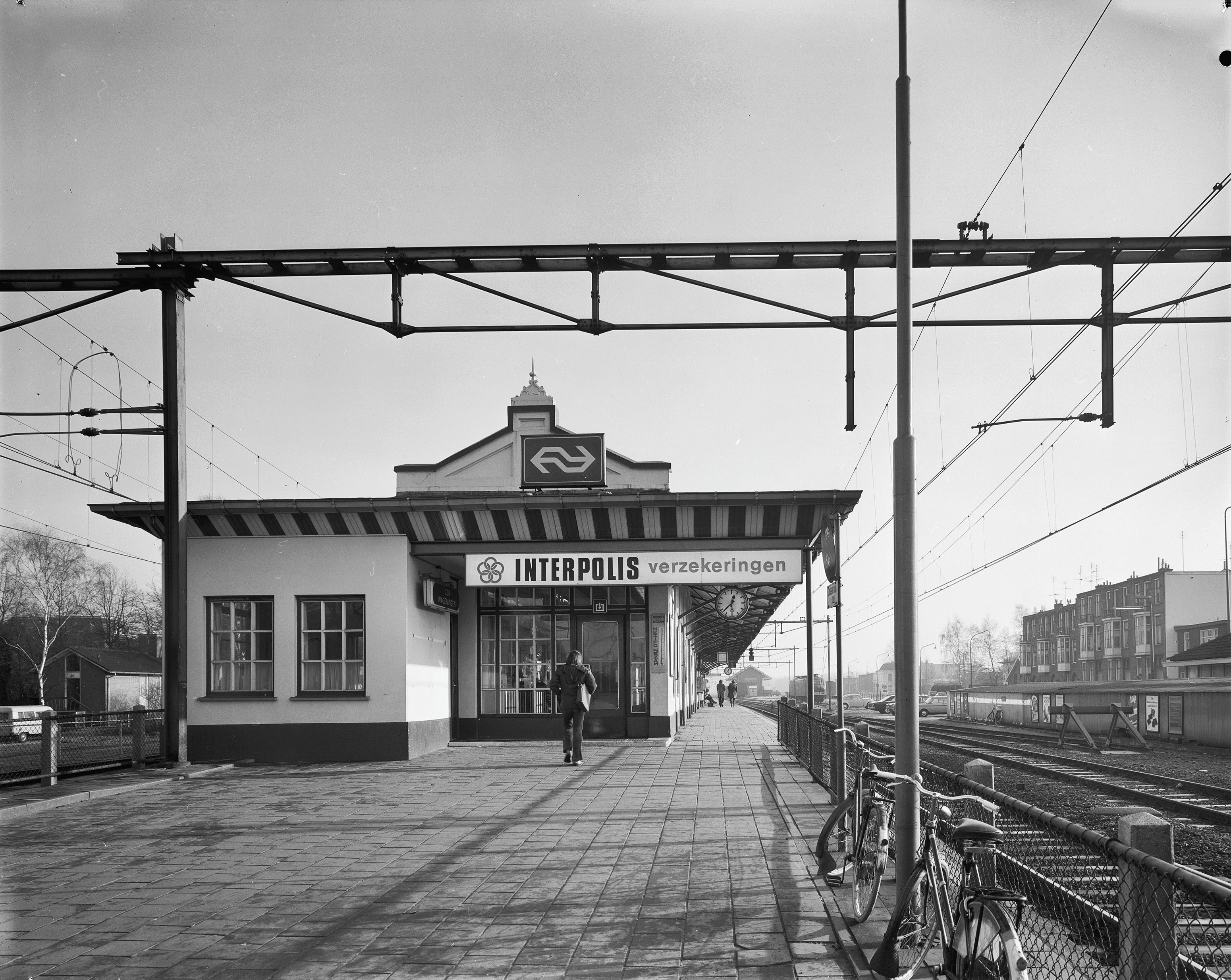
Het oude station in 1974.

In de eerste plannen van de Nederlandsche Rhijnspoorweg-Maatschappij zou de spoorlijn niet via Ede, maar via Wageningen worden aangelegd. Dit stuitte echter op militaire bezwaren. Zoals bij de gehele Rhijnspoorweg gebruikelijk was, werd het station op ruime afstand van het dorp gebouwd, in dit geval op circa twee kilometer. Oorspronkelijk zou het aan de noordzijde van het dorp Ede komen, maar de bewoners voelden daar niets voor. De lijn, en dus het station, werd toen verlegd naar het zuiden, op grotere afstand van het dorp. Het station heette aanvankelijk "Station Ede van den Rhijnspoor". In 1845 stopten er dagelijks vier treinen uit elke richting. Er werden gemiddeld achtentwintig kaartjes per dag verkocht. Na de bouw van het station ontwikkelde de omgeving zich snel. In 1877 werd het eerste station dan ook al vervangen door een nieuw station van het Standaardtype Harmelen. Het (nu nog bestaande) eilandperron werd toen aangelegd. Daarnaast werd het station uitgebreid met een wachtkamer derde klasse, een plaatskaartenbureau, bagageruimte en restauratie.
In 1882 werd de tramverbinding naar Wageningen geopend (in 1937 gesloten voor reizigersvervoer en in 1968 voor goederenvervoer).
Op 1 mei 1902 werd een tweede spoorlijn geopend, de lokaalspoorweg naar Nijkerk, die al snel de bijnaam Kippenlijn kreeg. De treinen van en naar Nijkerk stopten aanvankelijk op een apart buurtstation, dat ook gebruikt werd voor de stoptreinen naar Arnhem. Dit buurtstation werd in 1940 gesloten. Vanaf 1937 reden de treinen niet verder dan Barneveld Dorp. In 1944 werd de hele spoorlijn zelfs gesloten, om enkele jaren later, in 1951, weer in gebruik te worden genomen. Nu echter reden de treinen vanaf Barneveld door naar Amersfoort.
In de stationshal hangt een Plaquette voor het gevallen Spoorwegpersoneel met vier namen van stationspersoneel dat tijdens de Tweede Wereldoorlog gesneuveld is.

### 1984-2024
In 1984 werd het stationsgebouw vervangen door een nieuw station (ontworpen door Paul Corbey). De houten perronoverkappingen deed denken aan die van de stations Ede Centrum, Lunteren en Voorthuizen aan de Kippenlijn. De opening van het nieuwe station op 29 mei van dat jaar, betekende de afronding van een jarenlange reconstructie van het stationsgebied. Er ontstond een eigen perron (spoor 1) voor de treinen naar Amersfoort - later verlengd voor de stoptreinen naar Arnhem - en een passeerspoor (spoor 2) voor goederentreinen. De grote overweg in de Stationsweg-Bennekomseweg werd in dezelfde periode vervangen door een perrontunnel die de enige toegang vormde tot het eilandperron (spoor 3 en 4) en een meer naar het oosten gelegen verkeerstunnel (Albertstunnel). Het reeds aanwezige rijwielstallingsgebouwtje aan de zuidzijde bleef staan.
In najaar 2011 werden de perronaanwijzers vervangen door het nieuwe systeem van ProRail met lcd-beeldschermen. Ook kwamen er grotere tegels op het eilandperron.

### 2024-heden

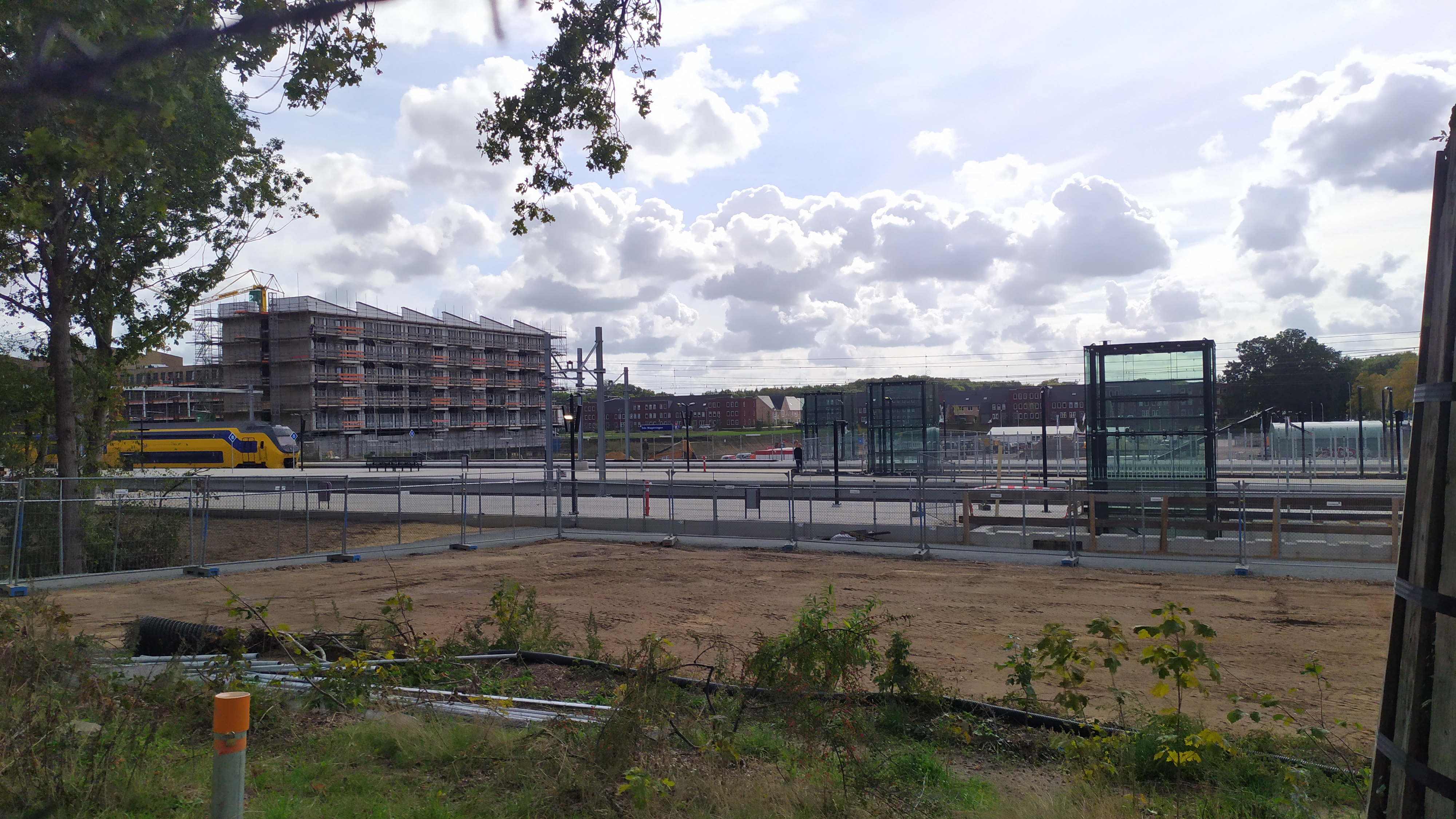
Nieuwbouw september 2022

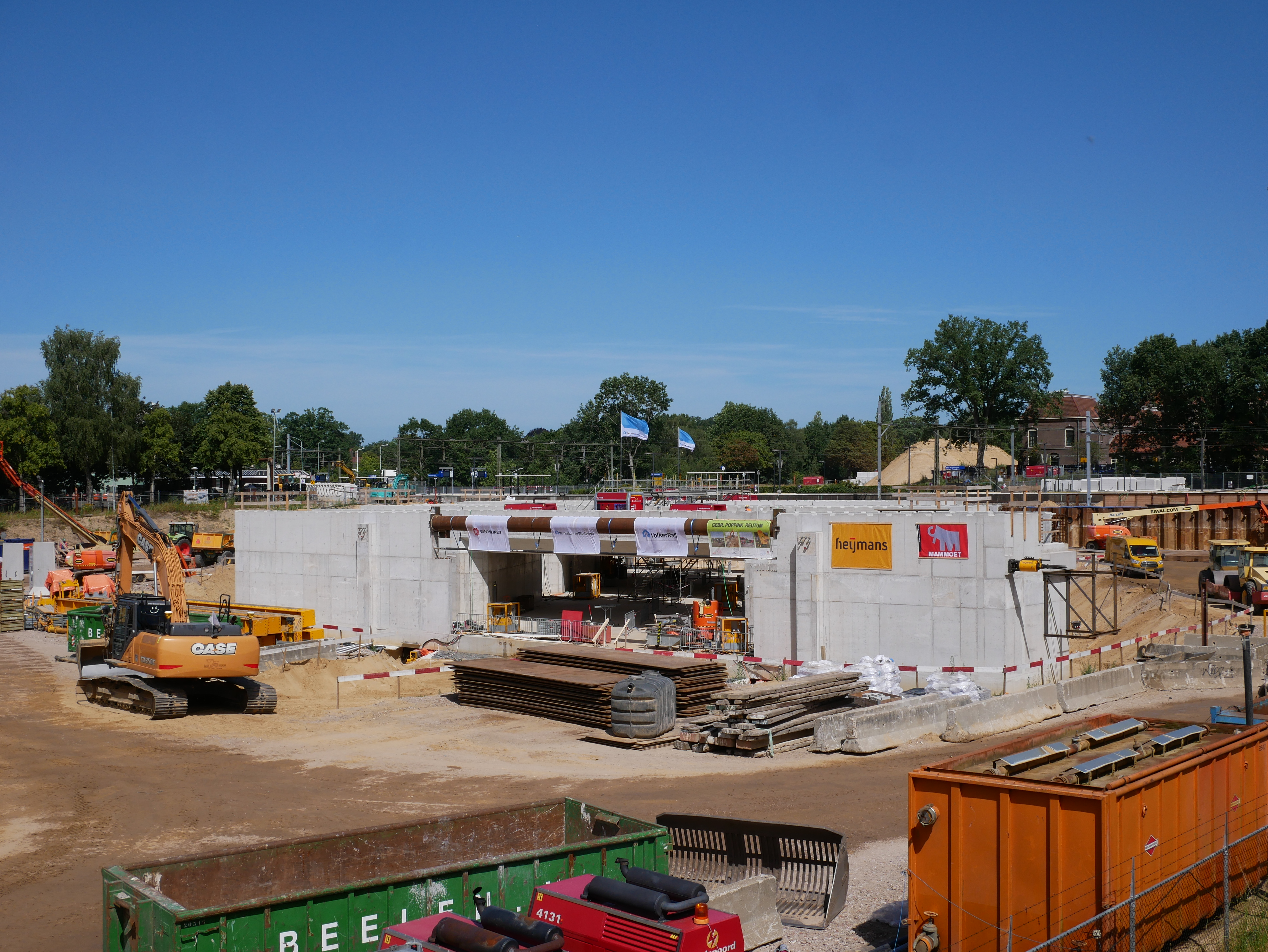
Oosttunnel voor het inschuiven in augustus 2022

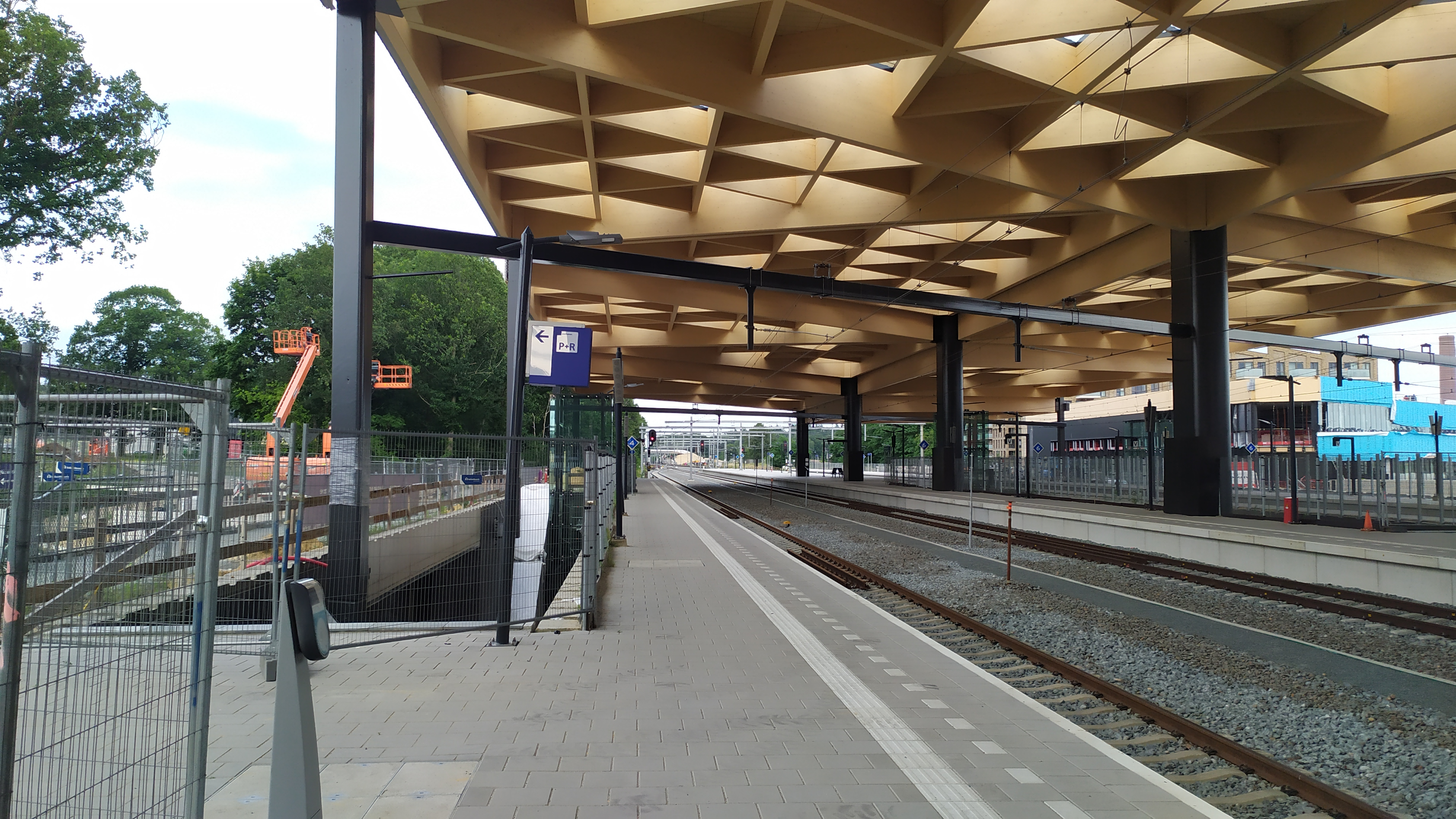
Overkapping, 2023

Eind 2016 (aanvankelijk al in 2012) zouden de werkzaamheden voor herinrichting van het stationsgebied starten. In het programma Hoogfrequent Spoorvervoer van het Ministerie van Infrastructuur en Waterstaat zouden in 2020 op de drukste trajecten zes intercity's en zes sprinters per uur gaan rijden. De bouw van het nieuwe station werd eerst uitgesteld tot eind 2018, maar werd later bijgesteld naar 2021 of later. Voor de bouw van het nieuwe station, een ontwerp van architectenbureau Mecanoo en ingenieursbureaus Movares en Royal HaskoningDHV, en de spoorinfrastructuur is op 31 maart 2020 gekozen voor de aannemerscombinatie EdeSpoort, die de werkzaamheden gaat uitvoeren. Vakwerk architecten bewaakte hierin de beeldkwaliteit van het ontwerp. EdeSpoort bestaat uit de bedrijven Van Hattum en Blankevoort, VolkerRail (beide deelnemingen van Koninklijke Volker Wessels Stevin) en Van Wijnen. De bouw van de nieuwe P&R en het nieuwe busstation maakt geen deel uit van dit contract, dat wordt afzonderlijk aanbesteed.
In februari 2024 werd het nieuwe stationsgebouw in gebruik genomen. De perrons zijn breder en langer geworden en de perronoverkapping werd hierop aangepast. Er is een fietsenstalling gebouwd met plaats voor in totaal 5500 fietsen. Het vernieuwde station heeft een oostelijker gelegen entree gekregen. Er komt ook een nieuw parkeergebouw met plek voor 500 auto's.

## Naam
Anders dan de stationsnaam doet vermoeden, ligt Wageningen op circa acht kilometer van het station. In 1937 werd de tramverbinding ('Bello') naar Wageningen gesloten en vervangen door een busdienst. Als compensatie werd in 1938 de naam van het station (toen Ede S.S. geheten) gewijzigd in Ede-Wageningen. Onder druk van de gemeente Wageningen en de aldaar gevestigde universiteit heeft het station de toevoeging 'Wageningen' behouden.

## Bediening

### Treinen
De volgende treinseries stoppen in Ede-Wageningen:
| Serie       | Treinsoort        | Route | Bijzonderheden |
| ----------- | ----------------- | --- | --- |
| 3000        | Intercity (NS)    | Nijmegen – Arnhem Centraal – Ede-Wageningen – Veenendaal-De Klomp – Driebergen-Zeist – Utrecht Centraal – Amsterdam Centraal – Zaandam – Alkmaar – Den Helder           | Veenendaal-De Klomp wordt alleen na 19:00 bediend door deze serie. |
| 3100        | Intercity (NS)    | Den Haag Centraal – Leiden Centraal – Schiphol Airport – Amsterdam Bijlmer ArenA – Utrecht Centraal – Veenendaal-De Klomp – Ede-Wageningen – Arnhem Centraal – Nijmegen | Rijdt na circa 22:30, zaterdagochtend tot circa 9:00 en op zondagochtend tot circa 10:00 niet tussen Nijmegen en Utrecht Centraal v.v. Stopt alleen van vrijdag t/m zondag tot circa 19:00 te Veenendaal-De Klomp. |
| 3200        | Intercity (NS)    | Arnhem Centraal – Ede-Wageningen – Utrecht Centraal – Amsterdam Zuid – Schiphol Airport – Leiden Centraal – Den Haag HS – Delft – Rotterdam Centraal                    | Stopt niet te Schiedam Centrum. Rijdt alleen van maandag tot en met donderdag tot circa 19:00. |
| 7500        | Sprinter (NS)     | Ede-Wageningen – Arnhem Centraal | |
| 21430       | Intercity (NS)    | Utrecht Centraal – Driebergen-Zeist – Veenendaal-De Klomp – Ede-Wageningen – Arnhem Centraal – Elst – Nijmegen                                                          | Nachtnet. Rijdt alleen in de nachten van vrijdag op zaterdag en zaterdag op zondag. Stopt richting Utrecht Centraal niet in Veenendaal-De Klomp en Driebergen-Zeist.                                               |
| 31300 RS 34 | Sprinter (Keolis) | Amersfoort Centraal – Barneveld Centrum – Ede-Wageningen | Onderdeel van de formule RRReis. |

### Bussen
Aan de zuidzijde van het station bevindt zich het busstation. Hiervandaan vertrekken een comfortRRReis naar Wageningen, de streekbussen naar Apeldoorn, Putten en Veenendaal en de stadsbussen binnen Ede. 
| Lijn              | Route                                                                         | Vervoerder              | Bijzonderheden |
| ----------------- | ----------------------------------------------------------------------------- | ----------------------- | --- |
| Stadsbus 1        | Station → Ziekenhuis → Rietkampen → Veldhuizen → Centrum → Station            | Hermes                  | Ringlijn in één richting, tegengesteld aan lijn 2                                                                                   |
| Stadsbus 2        | Station → Centrum → Veldhuizen → Rietkampen → Ziekenhuis → Station            | Hermes                  | Ringlijn in één richting, tegengesteld aan lijn 1                                                                                   |
| Stadsbus 5        | Station - Centrum - Kernhem - Kievitsmeent - De Klomp                         | Hermes                  | |
| Streekbus 85      | Ede - Veenendaal Centrum                                                      | Hermes x Syntus Utrecht | Lijnen 83 (Veenendaal De Klomp - Veenendaal Centrum) en 85 (Veenendaal Centrum - station Ede-Wageningen) zijn aan elkaar gekoppeld. |
| Streekbus 86      | Ede - Bennekom - Wageningen                                                   | Hermes                  | |
| Streekbus 103     | Ede - Ziekenhuis - Wageningen                                                 | Hermes                  | |
| Streekbus 107     | Ede - Wekerom - Harskamp - Stroe - Wittenberg - Garderen - Koudhoorn - Putten | Hermes                  | |
| Streekbus 108     | Ede - Otterlo - Hoenderloo - Apeldoorn                                        | Hermes                  | |
| ComfortRRReis 303 | Ede - WUR - Wageningen                                                        | Hermes                  | |
| Schoolbus 607     | Ede - Wekerom - Harskamp - Stroe - Kootwijkerbroek - Amersfoort               | Hermes                  | |
| Schoolbus 651     | Ede - Wekerom - Harskamp - Stroe - Nieuw-Milligen - Hoog Soeren - Apeldoorn   | EBS                     | |

## Foto's

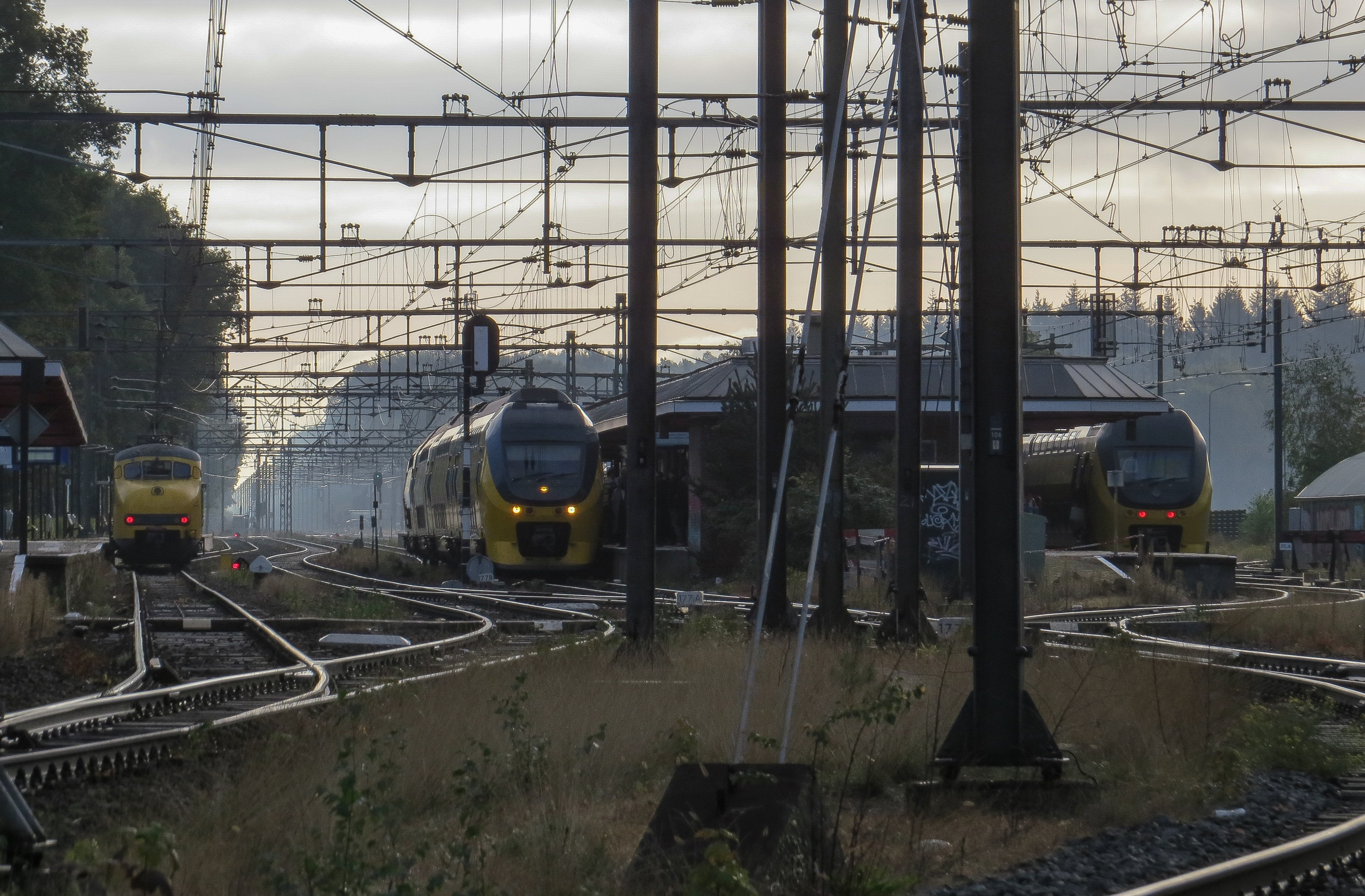
Station Ede-Wageningen, gezien richting het oosten (2013).
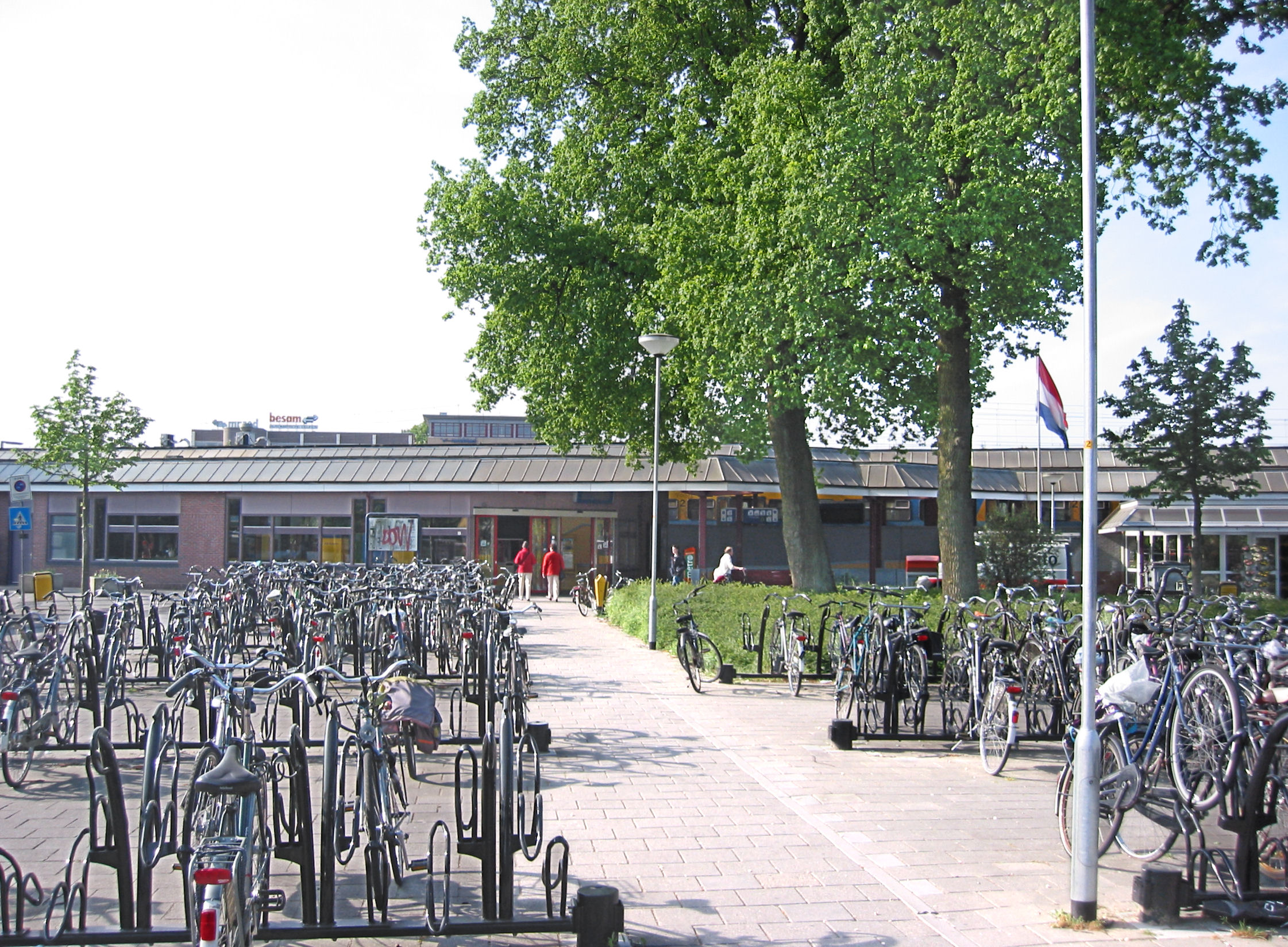
Station Ede-Wageningen, noordzijde. (2007)
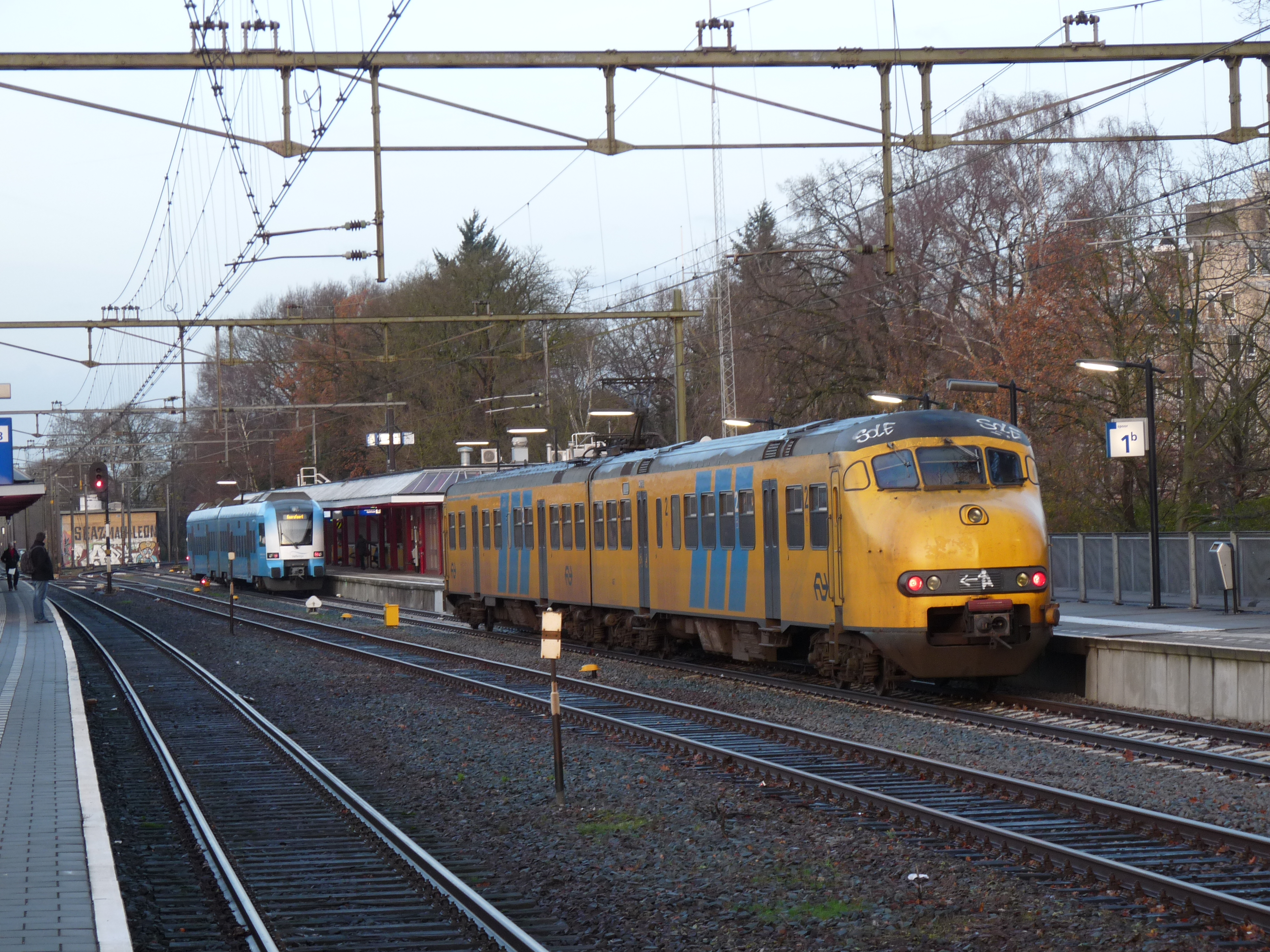
Stoptreinen naar Arnhem en Amersfoort te Ede-Wageningen (2015).
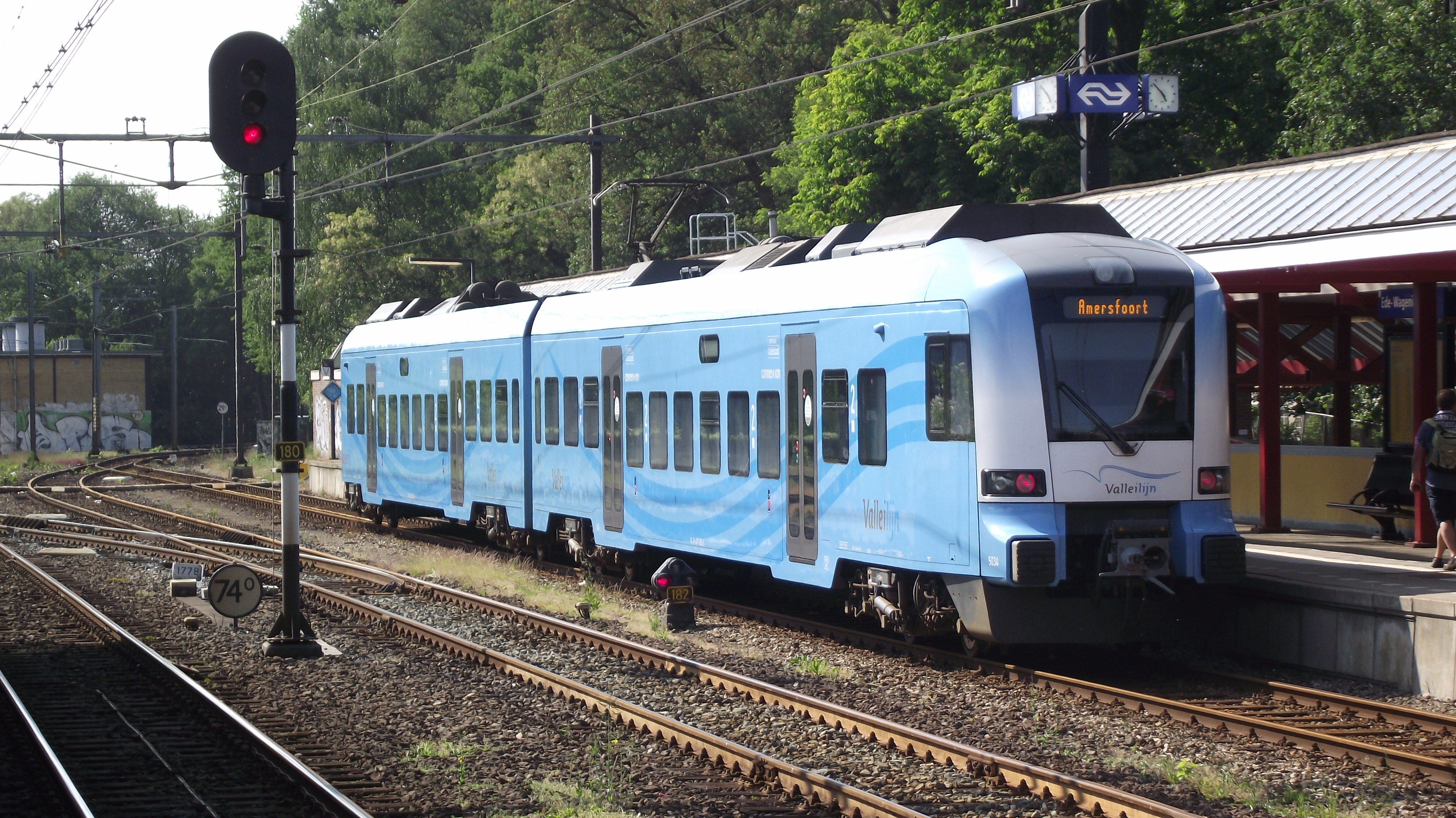
Treinstel van de Valleilijn op station Ede-Wageningen (2011).

## Ontwikkeling aantal reizigers
Het aantal door NS vervoerde reizigers (per gemiddelde werkdag) ontwikkelde zich sedert 2019 als volgt:
| Jaar | Aantal reizigers |
| ---- | ---------------- |
| 2019 | 20.029           |
| 2020 | 8.636            |
| 2021 | 9.583            |
| 2022 | 13.048           |
| 2023 | 15.109           |
| 2024 | 15.346           |